# Ad hoc
Ad hoc: dal latino letteralmente "per questo",  l'espressione è utilizzata con il significato di "appropriato al contesto" oppure "per l'occasione".
Per esempio, "citare un verso ad hoc" significa riportare un verso appropriato al contesto del discorso. "Indossare un abito ad hoc" significa scegliere un abito per un'occasione particolare. L'espressione, in senso allargato, si usa anche per indicare qualcosa di calzante con la situazione, eventualmente concepita appositamente allo scopo specifico.